# 檸檬鴨
檸檬鴨是廣西南寧市武鳴區的特色菜，使用檸檬皮及酸汁煮食是廣西壯族的飲食文化特色，在中國其他地區很少見，味道呈酸辣。